# Акургал, Экрем
Экре́м Акурга́л (тур. Ekrem Akurgal; род. 30 марта 1911, Тулькарм — 1 ноября 2002, Измир) — крупнейший турецкий археолог. За свою карьеру, продлившуюся более пятидесяти лет, провёл раскопки на нескольких объектах у западного побережья Анатолии, в том числе в Фокее, Питане, ионической Эритрее и старой Смирне (где находился город до того, как его перенесли через залив, на место современного Измира).

## Биография
Учился в Берлине в 1932—1940 годах, где получил докторат.
В 1941-81 годах работал в Анкарском университете, с 1949 года профессор археологии, в 1958—1961 гг. декан гуманитарного факультета. Доктор-гуманитарий (1942). В 1961 году получил докторскую степень (хабилитация) в Университете Бордо. В 1961-1962 гг. приглашённый профессор Принстона, в 1971-1972 гг. — Берлинского университета, в 1980—1981 гг. — Венского университета.
Член Турецкого общества истории (1943—1983) и Высшей комиссии по древним памятникам Турции (1951—1981).
Иностранный член австрийской, датской, шведской научных академий, Рейнско-Вестфальской академии наук, французской Академии надписей и изящной словесности (1992, членкор 1979), Академии деи Линчеи. Членкор Британской академии (1969).
Акургал был полиглотом и входил в редакции научных журналов. Его публичная деятельность за рубежом способствовала улучшению международного образа Турции.

## Труды
- Ekrem Akurgal, Civilisations et cites antiques de Turquie, Haset Kitabevi, Istanbul (1986).
- История человечества. Т. 2:III тысячелетие до н. э. — VII век до н. э./Э. Акургал [и др.]; под ред. А. Х. Дани и Ж.-П. Моэна при участии Х. Л. Лоренсо [и др.]. — 2003